# Гундучи
Гундучи (тиндин. ГьундучIи) — село в Цумадинском районе Дагестана. Входит в состав сельского поселения Тиндинский сельсовет.

## География
Село находится на правом берегу реки Тиндинская, в 4 км к юго-востоку от центра сельского поселения — села Тинди и в 13 км к юго-востоку от районного центра — села Агвали.

## Население
| 1926 | 1939 | 2010 | 2021 |
| ---- | ---- | ---- | ---- |
| 73   | ↗77  | ↘0   | →0   |

По данным Всероссийской переписи населения 2010 года село не имело населения.